# Lentinus polychrous
Lentinus polychrous är en svampart som beskrevs av Lév. 1844. Lentinus polychrous ingår i släktet Lentinus och familjen Polyporaceae.   Inga underarter finns listade i Catalogue of Life.